# USS Zellars (DD-777)
El USS Zellars (DD-777) fue un destructor clase Allen M. Sumner FRAM II de la Armada de los Estados Unidos.

## Historia
Su quilla se puso el 24 de diciembre de 1943, fue botado el 19 de julio de 1944, y entró en servicio el 25 de octubre de ese mismo año. Estuvo en el teatro del Pacífico, donde fue averiado por un avión japonés. En 1972, fue transferido a Irán junto al USS Stormes, y fue renombrado Babr (61). Pasó a retiro en 1994.